# Bălășești (Sîngerei)
Bălăşeşti è un comune della Moldavia situato nel distretto di Sîngerei di 2.445 abitanti al censimento del 2004

## Località
Il comune è formato dall'insieme delle seguenti località (popolazione 2004):
- Bălăşeşti (1.737 abitanti)
- Sloveanca (708 abitanti)